# José Nicolau
José Nicolau Balaguer (Lloret de Vista Alegre, Baleares, 2 de febrero de 1908-Palma de Mallorca, 19 de noviembre de 1934), también conocido como 'Se Cañón de Llorito', fue un ciclista español de la década de 1930. Murió a la edad de 26 años después de un accidente en el campeonato de España de Medio Fondo, en el Velódromo de Tirador.
La primera cursa que Nicolau disputó, fue el 10 de marzo de 1929 en el Velódromo de Tirador, en el trofeo Francia-España, donde ganó. Este mismo año, Nicolau también consiguió la victoria en el segundo trofeo Francia-España y en algunas pruebas más en el velódromo de Lluchmayor.
En 1930 Nicolau consiguió su primera victoria en el Campeonato de Baleares de Fondos en Pista. Además, también ganó dos etapas en la vuelta a Levante. En 1931 conseguía la tercera posición en el Campeonato de España de Fondo en Carretera. En 1932, Nicolau se adjudicó el Campeonato de Baleares de Fondos en Carretera, así como la victoria final en la Vuelta a Mallorca ante Bartolomé Flaquer y Jaume Puigserver. Todo y los grandes éxitos de aquella temporada, el mejor año deportivo de Nicolau llegaría dos años después, en 1934. Desgraciadamente, también el año de su muerte.
El año en que perdería la vida, consiguió la victoria en más de treinta pruebas, hecho que demuestra su dominio en el ciclismo balear de la época. Incluso en esos años se popularizó el dicho "A Tirador se viene a perder", en referencia a las victorias que Nicolau conseguía en el velódromo balear. Entre todas las victorias de 1934, hay que destacar el Campeonato de Baleares de Fondos en Pista, la Vuelta a Mallorca, donde también ganó tres etapas, una etapa de la Vuelta a Cataluña y el Campeonato de España de Velocidad.
Por desgracia, la carrera Nicolau se acabó trágicamente un 18 de noviembre de 1934, en el Velódromo de Tirador. Nicolau se presentaba el Campeonato de España de Medio Fondo como uno de los máximos favoritos para la victoria final. Se disputaba la primera serie con José Nicolau, Cebrián y Rafael Pou, cuando de repente, a la vuelta 43, Nicolau sufrió una grave caída, y se pegó un fuerte golpe en la cabeza porque le salió el casco protector. Rápidamente fue trasladado a la clínica, donde murió a la una de la madrugada del 19 de noviembre de 1934.

## Palmarés
1929
- 1º en eliminación Trofeo Francia-España en el Velódromo de Tirador
- 1º en la Cursa de Principiantes de la inauguración del Velódromo de Felanich

1930
- Campeonato de Baleares de Fondos en Pista
- Vencedor de 2 etapas a la Vuelta a Levante

1931
- 3º en el Campeonato de España en ruta

1932
- Campeonato de Baleares de Fondos en Carretera
- Vuelta a Mallorca

1934
- Campeonato de Baleares de Fondos en Pista
- Campeón de España de Velocidad
- Vuelta a Mallorca, más 3 etapas
- Vencedor de una etapa a la Vuelta a Cataluña